# Anja Hitzler
Anja Hitzler, född 16 februari 1983, är en tysk bågskytt. Hon deltog vid olympiska sommarspelen 2004 och olympiska sommarspelen 2008.